# Clastoptera nubifera
Clastoptera nubifera är en insektsart som beskrevs av Carl Stål 1862. Clastoptera nubifera ingår i släktet Clastoptera och familjen Clastopteridae. Inga underarter finns listade i Catalogue of Life.